# اچلراندو
اَچِلِراندو یا اتچلراندو (به ایتالیایی: Accelerando) از اصطلاحات موسیقی مربوط به سرعت موسیقی به معنای به تدریج تُند کردن، سرعت گرفتن و تُند شونده است.
تعجیل در موومان، تندتر کردن حرکت، شتاب در موومان، حرکت یا موومان را تدریجاً و به مُرور تن کردن، از دیگر مفاهیم مرتبط با این اصطلاح است.

## ریشهٔ کلمه
این واژه از فعل ایتالیایی Accelerare به معنی تًند کردن گرفته شده‌است. مخفف یا مختصر شدهٔ اصطلاح «اچلراندو»، «Accel» یا «Acce» (اَتچه) است.

## نام‌ها و اصطلاحات مرتبط
- اَتچلِرارِ (Accelerare) به معنای تسریع کردن، تعجیل کردن، تند کردن[۲]
- اَتچلِراتامنِتهِ (Acceleratamente) به معنای سریعاً، باشتاب، باعجله[۲]